# Монтефлавио
Монтефлавио (итал. Monteflavio) је насеље у Италији у округу Рим, региону Лацио.
Према процени из 2011. у насељу је живело 1374 становника. Насеље се налази на надморској висини од 804 м.

## Становништво
Према резултатима пописа становништва 2011. у општини је живело 1.399 становника.
| 1931. | 1936. | 1951. | 1961. | 1971. | 1981. | 1991. | 2001. | 2011. |
| ----- | ----- | ----- | ----- | ----- | ----- | ----- | ----- | ----- |
| 1.153 | 1.177 | 1.295 | 1.371 | 1.317 | 1.398 | 1.376 | 1.372 | 1.399 |